# Arthur Hugh Garfit Alston
Arthur Hugh Garfit Alston, född den 4 september 1902 i West Ashby, död den 17 mars 1958 i Barcelona, var en brittisk botaniker.
Efter att ha erhållit sin filosofie kandidattitel vid Oxfords universitet började Alston arbeta vid Royal Botanic Gardens, Kew och vid jordbruksdepartementet i Sri Lanka (då en del av Brittiska Indien). 1927 blev han medlem i Linnean Society of London.
Auktorsnamnet Alston kan användas för Arthur Hugh Garfit Alston i samband med ett vetenskapligt namn inom botaniken; se Wikipediaartiklar som länkar till auktorsnamnet.